# The Thing (gra komputerowa)
The Thing – gra typu third person survival horror stworzona przez Computer Artworks w 2002 roku. Stanowi ona sequel filmu Johna Carpentera Coś z 1982 roku. Wersja na konsolę PlayStation 2 została wydana w Ameryce Północnej 19 sierpnia 2002 roku, a w Japonii 27 lutego 2003 roku.
W grudniu 2024 wydano odświeżoną wersję gry pt. The Thing: Remastered. Za produkcję tego remastera odpowiada studio Nightdive Studios. 

## Fabuła
Akcja gry rozpoczyna się kilka tygodni po zakończeniu filmu, kiedy dwie wojskowe grupy ratunkowe – Alfa i Beta – zostają wysłane, by zbadać przyczyny zerwania łączności ze stacją badawczą numer 31. Drużyna Alfa, dowodzona przez kapitana Pierce’a, zostaje wysłana do pobliskiej norweskiej placówki. Drużyna Beta, pod dowództwem kapitana Blake’a, ląduje w amerykańskiej stacji.
Gracz kieruje poczynaniami kapitana Blake’a, dowodząc jego drużyną podczas przeszukiwania ruin stacji numer 31, podczas których odnajduje wskazówki i wiadomości wyjaśniające zdarzenia, do których doszło w placówce (jest to także wyjaśnienie dla graczy, którzy nie znają filmu). Głównodowodzący całej misji, pułkownik Whitely, od czasu do czasu udziela wskazówek i porad przez radio. Ta część gry służy głównie jako wewnętrzny samouczek oraz wprowadzenie do właściwej rozgrywki, rozpoczynając wątki ciągnące się aż do zakończenia fabuły. Po zabezpieczeniu ruin, Blake zostaje przerzucony śmigłowcem do norweskiej stacji, by odnaleźć drużynę Alfa, z którą dowództwo straciło łączność.

## Rozgrywka
Gra jest typowym survival horrorem, z rozgrywką prowadzoną z perspektywy trzeciej osoby. Urozmaiceniem jest wprowadzenie elementów dowodzenia i rozgrywki taktycznej.
Dla zwiększenia realizmu wprowadzono unikatowe systemy zaufania i strachu. Ponieważ możliwe jest, że napotkani ludzie mogli zostać opanowani przez obcą formę życia, a gracz nie będzie o tym wiedział dopóki nie będzie przez nich zaatakowany lub nie przeprowadzi stosownego testu, pozostali członkowie drużyny mogą dzięki wprowadzonym systemom reagować w rozmaity sposób na wszelkie zachowania wewnątrz gry.
System zaufania opiera się na stosunkowo prostej zasadzie. Jeśli gracz spróbuje zabić jednego z towarzyszy, podejrzewając go o bycie obcym, sytuacja może rozwinąć się dwojako. Jeśli zaatakowana osoba rzeczywiście była obcym, pozostali żołnierze przyłączą się do walki, a po jej zakończeniu ich wskaźnik zaufania wobec gracza wzrośnie. Jeśli jednak zaatakowany był nadal człowiekiem, zaufanie reszty drużyny spadnie, a jeśli wcześniej było niskie, gracz może zostać zaatakowany przez pozostałych.
System strachu oparty jest na reakcjach wobec otoczenia. Jeśli pomieszczenie jest pokryte krwią, otoczenie nosi ślady ciężkiej i długotrwałej walki lub zniszczenia czy w pobliżu znajdują się zmasakrowane zwłoki, wszystko to może spowodować, że członkowie drużyny zaczną się bać. Także liczba oraz rozmiar napotkanych obcych ma istotny wpływ na wskaźnik strachu. Po tym, jak wskaźnik przekroczy swoją granicę, członkowie oddziału mogą zareagować w jeden z trzech sposobów:
- ucieczką z danego miejsca, co jest najmniej szkodliwe,
- paniką danej postaci – zacznie ona strzelać we wszystkie strony lub, co gorsza, używać miotacza ognia. Ponieważ taka sytuacja stawia gracza i pozostałych członków drużyny w poważnym zagrożeniu, zwykle niezbędne jest zabicie oszalałego człowieka. Zabicie takiej osoby, choć była człowiekiem, nie ma wpływu na zaufanie, jakim darzony jest gracz,
- załamaniem nerwowym i popełnieniem samobójstwa.

Zarówno system zaufania, jak i strachu mają mocne oparcie w stanie wyposażenia poszczególnych członków oddziału. Jeśli zabierzemy żołnierzowi broń, część naboi czy środki opatrunkowe, jego zaufanie do gracza spadnie, a wskaźnik strachu wzrośnie. I odwrotnie – dobrze uzbrojony człowiek będzie czuł się pewniej. W grze umieszczono także kilka testów sprawdzających krew, które można przeprowadzić w dowolnej chwili. Ich wynik często jest niezbędny, by przyłączyć do oddziału napotkanego żołnierza.
Pokonanie napotkanych obcych również przebiega w różny sposób. Niewielkich rozmiarów organizmy wystarczy zwyczajnie zastrzelić, podczas gdy większe okazy potrzeba najpierw ostrzelać przy użyciu broni palnej, a następnie podpalić przy użyciu miotacza ognia. Zasady te nie odnoszą się jednak do napotykanych co jakiś czas bossów – każdego z nich pokonać można w inny sposób. Mimo wszystko obcy w każdej postaci jest niezwykle wrażliwy na ogień.